# Talitha Cumi (The X-Files)
«Talitha Cumi» es el vigésimo cuarto y último episodio de la tercera temporada de la serie de televisión de ciencia ficción The X-Files. Se estrenó en la cadena Fox el 17 de mayo de 1996 en Estados Unidos. El guion para televisión fue escrito por el creador de la serie Chris Carter, basado en una historia que desarrolló con el actor principal David Duchovny y fue dirigido por R. W. Goodwin. El episodio es uno de varios que exploraron la mitología general de la serie. «Talitha Cumi» logró una calificación Nielsen de 11,2, siendo visto por 17,86 millones de personas en su transmisión inicial. El episodio recibió críticas en su mayoría positivas de los críticos.
El programa se centra en los agentes especiales del FBI Fox Mulder (David Duchovny) y Dana Scully (Gillian Anderson) que trabajan en casos relacionados con lo paranormal, llamados expedientes X. En este episodio, Mulder y Scully buscan a un hombre que parece poseer poderes extraños, que puede tener información sobre la familia de Mulder y el Sindicato. «Talitha Cumi» es la primera parte de un episodio de dos partes, iniciando la trama que finaliza en el estreno de la cuarta temporada, «Herrenvolk».
La premisa básica de «Talitha Cumi», más notablemente la escena que presenta el interrogatorio de Jeremiah Smith por parte del fumador (William B. Davis), estuvo fuertemente influenciada por «El Gran Inquisidor» (un capítulo de la novela de Fiódor Dostoyevski Los hermanos Karamazov) por sugerencia de Duchovny. El título «Talitha Cumi» en arameo significa «Niña, levántate», y alude a la historia bíblica de la resurrección de la hija de Jairo.

## Argumento
En un restaurante de comida rápida en Arlington, Virginia, un hombre saca un arma y dispara a tres personas antes de que los francotiradores de la policía le disparen afuera. Un hombre mayor revive al pistolero y a sus víctimas tocándolos con las palmas de sus manos.
Fox Mulder (David Duchovny) y Dana Scully (Gillian Anderson) llegan para investigar. Entrevistan a las víctimas y al pistolero y descubren que el misterioso sanador, Jeremiah Smith (Roy Thinnes), desapareció mientras era entrevistado por un detective. Mientras tanto, el fumador (William B. Davis) se encuentra con la madre de Mulder, Teena (Rebecca Toolan), y los dos discuten mientras alguien los fotografía desde la distancia. Más tarde, el asistente de dirección Walter Skinner (Mitch Pileggi) notifica a Mulder que Teena ha sufrido un derrame cerebral. En el hospital, Teena escribe la palabra «PALM» en un bloc de notas, que Mulder interpreta como que su derrame cerebral está relacionado con Jeremiah Smith.
Mulder encuentra imágenes de Smith siendo entrevistado y ve que alguien más aparece en el lugar de Smith cuando el detective mira hacia otro lado. Mientras tanto, Smith está en su lugar de trabajo en la Administración del Seguro Social (SSA) cuando es capturado por el fumador y llevado a una prisión de alta seguridad. Mulder se dirige a la casa de su madre y se encuentra con X (Steven Williams), quien le muestra sus fotos de Teena y el fumador. Mulder registra la casa y se da cuenta de que «PALM» fue el intento de Teena de escribir «LAMP». Luego encuentra un arma de estilete extraterrestre dentro de una de las lámparas, del mismo tipo utilizado por el cazarrecompensas extraterrestre en episodios anteriores.
En la sede del FBI, Scully conoce a un hombre que parece ser Smith, que ha venido a entregarse. Durante una entrevista con Scully y Skinner, afirma no recordar el tiroteo ni haber curado a nadie. Mientras tanto, el fumador interroga al verdadero Smith, que ha perdido la fe en el proyecto del Sindicato. Se transforma en Garganta Profunda (Jerry Hardin) y Bill Mulder (Peter Donat) para desconcertar a su captor. Finalmente, Smith revela que el fumador se está muriendo de cáncer de pulmón.
Mulder culpa al fumador por la condición de su madre. Cuando se entera de la declaración de «Smith», Mulder acude a la SSA para interrogarlo. «Smith» inicialmente cumple, pero huye hacia una multitud, transformándose en otra persona. El impostor, un cazarrecompensas, llega a la celda de Smith para matarlo y la encuentra vacía. Mulder visita a Teena en el hospital, pero se encuentra con el fumador y lo amenaza con un arma. El fumador dice que Teena se reunió con él sobre el paradero de su hermana, Samantha. En el estacionamiento, Mulder se enfrenta a X, quien exige el estilete alienígena. Cuando Mulder se niega a dárselo, los dos llegan a un punto muerto.
Scully encuentra a otros «Jeremiah Smiths» idénticos trabajando en las oficinas de la SSA en todo el país. Más tarde se encuentra con Smith, quien revela que había conocido a un impostor. Smith promete más información y él y Scully se encuentran con Mulder en un sitio abandonado. Mulder quiere llevar a Smith a ver a su madre, pero el cazarrecompensas llega segundos después.

## Producción

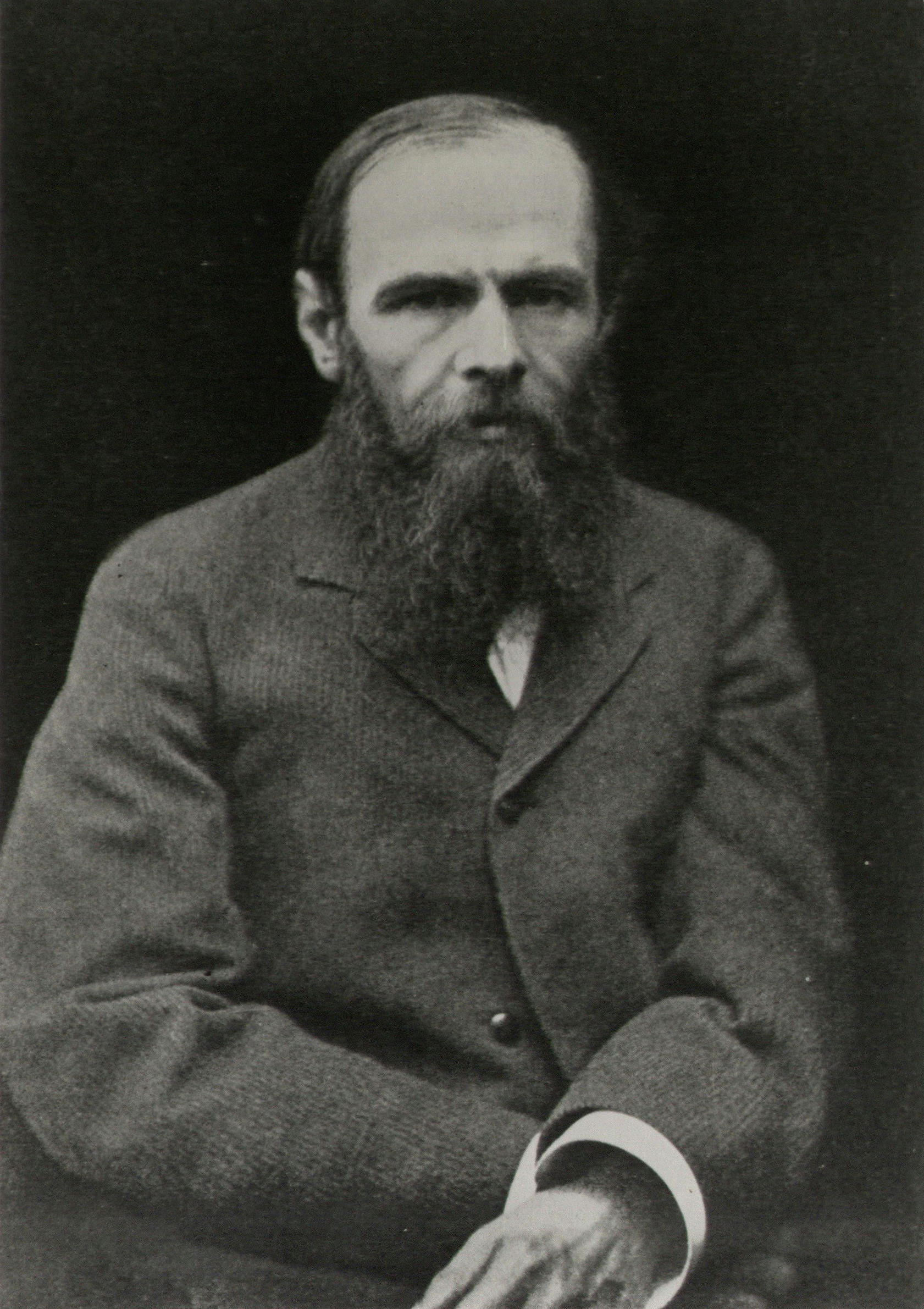
La novela de Dostoyevski Los hermanos Karamazov influyó en la escritura del episodio.

### Concepción y escritura
Este episodio, según las sugerencias de David Duchovny, estuvo fuertemente influenciado por «El Gran Inquisidor», un capítulo de la novela de Fiódor Dostoyevski Los hermanos Karamazov. Esto fue particularmente evidente en las escenas en la prisión entre el fumador y Jeremiah Smith. Además, esta referencia está entretejida en la historia, en Smith curando al tirador y a las víctimas del tiroteo en el adelanto del episodio, en el título del restaurante («The Brothers K») y el título del episodio, originalmente de Marcos 5:41, en el que Jesús sana a la hija de Jairo y cita la frase aramea que significa: «¡Niña, levántate!» pero que también figura en Los hermanos Karamazov. Estas referencias fueron sugeridas originalmente por David Duchovny para los episodios «Colony» y «End Game» pero nunca llegaron a esos episodios y se usaron aquí.
Mientras Carter escribía «Talitha Cumi», decidió que el tema principal del episodio sería la lealtad. Se decidió que el compromiso que Mulder sentía con los expedientes X se pondría a prueba al ver si estaría dispuesto a sacrificar a sus seres queridos, sobre todo a su madre, Scully, y la búsqueda de su hermana, Samantha. Además, las lealtades del fumador están en que debe decidir si curarse a sí mismo del cáncer usando el poder de Jeremiah Smith. En última instancia, las lealtades de Mulder resultan altruistas, mientras que el fumador elige el interés propio sobre la causa del Sindicato.

### Reparto
Hrothgar Mathews fue elegido como el pistolero suicida entre varios actores, uno de los cuales incluso había traído un arma falsa a su audición. Durante su audición, probó la lectura de prueba de varias maneras, incluido un estilo que tenía una «cualidad mesiánica». Mathews fue elegido para el papel y Chris Carter le dijo que, a pesar del evento que cambió la vida de su personaje, «todavía era un lunático».
Roy Thinnes, quien interpretó al sanador extraterrestre Jeremiah Smith, fue sugerido a Chris Carter por David Duchovny, después de que este último conociera y hablara con Thinnes en un vuelo en avión. Carter había visto el trabajo televisivo de Thinnes antes, y había sido fanático de su aparición en la serie de televisión de 1967-1968 Los invasores. Al principio de la preproducción, los escritores decidieron que Smith se transformara en varios personajes que el fumador había matado, ya sea personal o involuntariamente, incluidos Garganta Profunda, Bill Mulder y Melissa Scully. Melinda McGraw, quien interpretó a Melissa Scully durante la segunda temporada, no estaba disponible para la filmación, por lo que se cortó su escena. Además, se trajo un doble fotográfico para Jerry Hardin, quien interpretó a Garganta Profunda, porque no estuvo disponible en uno de los días de filmación. Frank Spotnitz más tarde llamó a la secuencia de la prisión la escena con «el elenco más grande de la historia».
La suplente de Gillian Anderson, Bonnie Hay, fue elegida como la enfermera principal del hospital, marcando su quinta aparición como personaje en el programa. Anteriormente había interpretado a una enfermera en el episodio anterior de la tercera temporada «D.P.O.» y en los episodios de dos partes de la segunda temporada «Colony» y «End Game».

### Rodaje y posproducción

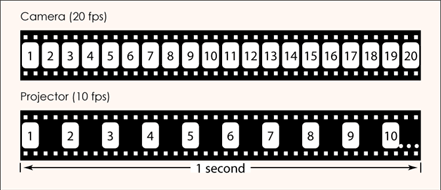
La escena de apertura hizo uso de overcranking (fotogramas por segundo ilustrados) para lograr un efecto de cámara lenta.

La pelea entre Mulder y X fue editada en gran medida por el departamento de estándares de transmisión de Fox. A pesar de que la mayor parte de la acción fue realizada por dobles, Steven Williams resultó herido durante el rodaje de la escena de la pelea. La escena de apertura con el tiroteo en el restaurante se filmó principalmente con dos cámaras de mano, y el director R. W. Goodwin utilizó una variedad de tomas cortas y cortes rápidos en diferentes perspectivas. Esto se hizo para crear una escena caótica que contrastaría con la forma en que se presentó el personaje de Thinnes, Jeremiah Smith: las tomas enfocadas en él se filmaron con una Steadicam para permitir que el personaje pareciera «firme como una roca». La película utilizada también estaba sobrecargada, donde la velocidad de fotogramas de la grabación es mucho más alta que la que se reproducirá, lo que ralentiza el metraje cuando se reproduce a una velocidad de fotogramas normal. Esto le dio un efecto de cámara lenta a los movimientos de Thinnes, para ayudar a la impresión «divina» que Goodwin quería.
La escena del «Gran Inquisidor» entre Jeremiah Smith y el fumador involucró varias instancias de transformación (morphing) de un personaje a otro. La transformación que involucró a Smith asumiendo la apariencia del personaje de Peter Donat, Bill Mulder, se logró simplemente mediante el uso de cámaras estáticas, lo que permitió que Thinnes abandonara el set y Donat tomara su lugar, con el efecto de transformación uniendo el cambio de actores. Sin embargo, Jerry Hardin, quien estuvo involucrado en otra transformación de su personaje Garganta profunda, no estaba disponible el día que se filmó, ya que estaba filmando una película en otro lugar. Se grabaron las secciones de la transformación que involucraban a Thinnes, y el escenario se reconstruyó más tarde cuando Hardin estuvo disponible, con los actores emparejados basándose en imágenes y fotografías para recrear las mismas posiciones, que el productor Paul Rabwin ha calificado de «al revés» y «muy difícil».

## Recepción
«Talitha Cumi» se estrenó en la cadena Fox el 17 de mayo de 1996. El episodio obtuvo una calificación Nielsen de 11.2 con una participación de 21, lo que significa que aproximadamente el 11.2 por ciento de todos los hogares equipados con televisión y el 21 por ciento de los hogares que miraban televisión sintonizaron el episodio. Un total de 17,86 millones de espectadores vieron este episodio durante su emisión original.
En una descripción general de la tercera temporada en Entertainment Weekly, «Talitha Cumi» fue calificada con una «A–». La reseña calificó el episodio como un «suspenso frustrantemente provocativo», calificando la escena del interrogatorio de Jeremiah Smith como «un tour de force». Chris Carter también ha señalado que el interrogatorio «es realmente un resumen de mis sentimientos acerca de la ciencia... que definitivamente ha usurpado la religión y puede explicarlo todo ahora». Escribiendo para The A.V. Club, Zack Handlen calificó el episodio con una «A», elogiando su final de suspenso y su «buena narración». Handlen sintió que el episodio trataba temas familiares a la serie, pero de una manera que no parecía repetitiva; y nuevamente notó la confrontación de Jeremiah Smith con el fumador como un punto culminante.